# 神永市兵衛
神永 市兵衛（かみなが いちべえ、生没年不詳）は、江戸時代前期の一揆指導者。

## 経歴・人物
下野国都賀郡壬生藩領上稲葉村の農民。壬生藩の7品の新規運上の免除を求めて、元禄8年（1695年）石井伊左衛門や須釜作次郎と共に11ヵ村の総代として越訴を企てたが未遂に終わり、死罪となった。